# Costinha (futebolista)
Francisco José Rodrigues da Costa OIH, mais conhecido como Costinha, (Lisboa, 1 de dezembro de 1974) é um ex-futebolista e treinador português.

## Carreira
Os primeiros passos como futebolista, foram dados no Clube Oriental de Lisboa, clube de Lisboa, que militava na Zona Sul da II Divisão Z. Entre 1993 e 1995 Costinha impôs-se como jogador no Oriental. Na temporada 1995/1996 foi jogar para um clube da Ilha da Madeira, o Associação Desportiva de Machico, também da II Divisão B, onde foi titular indiscutível. As suas exibições chamaram a atenção de outro clube  Madeirense, o Nacional, igualmente da II Divisão B. Assim, na época 1996/1997 foi passada ao serviço do Nacional, também aqui na condição de titular.
No final desta temporada, quando tinha apenas 20 anos, deu-se uma reviravolta surpreendente na sua carreira como futebolista. Sem nunca ter representado um clube das divisões superiores de Portugal, sendo inclusive um desconhecido em Portugal, Costinha foi contratado por um dos grandes clubes de França, o Mónaco.
Apesar de ser um desconhecido, depois de uma época de adaptação (1997/98), acabou por se impor a titular no Mónaco a partir da temporada 98/99. Na época seguinte sagrou-se campeão de França. O seu prestígio, naturalmente, chegou a Portugal e começou a ser convocado para a seleção nacional.
Sendo um dos jogadores presentes na fase final do Euro 2000 disputado na Bélgica e na Holanda na qual Portugal conquistou um excelente terceiro lugar, tendo marcado um golo decisivo no último minuto à Roménia no segundo jogo da fase de grupos.
Em 2001 regressou ao futebol português, onde finalmente se estreou na Primeira Liga. Costinha foi contratado pelo Futebol Clube do Porto, na altura treinado por Octávio Machado. A estreia pelo clube portista aconteceu a 12 de Agosto num jogo disputado em Lisboa contra o Sporting que não correu da melhor forma ao ex-jogador do Mónaco. Costinha foi expulso e a sua equipa perdeu por 1-0. No entanto, o médio viria a afirmar-se como titular indiscutível da equipa.
O seu melhor momento pelo Porto terá sido quando marcou contra, e eliminou, o Manchester United nos Quartos-de-Final da Liga dos Campeões da UEFA da época de 2003/04, mais uma vez nos últimos minutos. O Porto chegou a final e ganhou a competição. Costinha jogou por Portugal no EURO 2004. A 5 de maio de 2004, foi agraciado com o grau de Oficial da Ordem do Infante D. Henrique.
Após uma época de 2004/2005 com pouco sucesso pelo Porto onde apenas ganhou uma taça intercontinental e uma supertaça portuguesa e teve algumas lesões, foi vendido ao Dínamo de Moscovo, juntamente com Nuno Espírito Santo, Maniche e Seitaridis, juntando-se ao antigo companheiro de equipa Derlei.
Durante a primeira época ao serviço do Dínamo de Moscovo, as coisas não correram muito bem quer para o jogador quer para a equipa. Na preparação da época de 2006 foi afastado da equipa por alegadas atitudes pouco profissionais, tendo voltado a Portugal para a realização de preparação para o Mundial de 2006 juntamente com a equipa do CF Belenenses. Pela sua influência no seio da seleção, Luís Felipe Scolari chamou-o para o Mundial a decorrer na Alemanha.
No dia 25 de fevereiro de 2010, foi anunciado como o novo Diretor Desportivo do Sporting Clube de Portugal, tendo desempenhado funções até ser despedido em 9 de fevereiro de 2011. Em fevereiro de 2013, Costinha assinou um contrato válido até ao final da época 2012/2013 com o clube Beira Mar, para assumir as funções de técnico principal, falhando no objetivo de manter a equipa na primeira liga.
Assinou um contrato de treinador principal pelo Paços de Ferreira para a época 2013-2014, ao fim de 14 jogos foi despedido por maus resultados.

## Títulos
- Taça UEFA (2002/2003)
- Liga francesa (1999/2000)
- Supertaça francesa (2000/2001)
- Liga portuguesa (2002/2003 e 2003/2004)
- Taça de Portugal (2002/2003)
- Supertaça Portuguesa (2002/2003 e 2003/2004)
- Liga dos Campeões da UEFA (2003/2004)
- Taça Intercontinental (2004)
- Taça da Liga II de Portugal(2017-2018)